# BAE Systems Archer
För andra betydelser, se Archer (olika betydelser).
BAE Systems Archer, i Sverige även Artillerisystem 08 Archer, bland flera andra namn, är ett självgående eldrörsartillerisystem, även benämnt som dumperartilleri, utvecklat av BAE Systems Bofors AB för den svenska armén. Fordonet är beställt av FMV som en uppgradering av Haubits 77B (projektnamn REMO 77B, alternativt REMO Haubits 77B ARCHER) och är menad att ge det svenska artilleriet ett självgående, mobilt och automatiserat artillerisystem för att förse det med den mobilitet och prestanda som behövs för att effektivt fungera på dagens slagfält.
Det ursprungliga systemet består i grunden av ett pjässystem bestående av en Volvo A30E dumper försedd med en moderniserad 155 mm haubits 77B, försedd med L/52 eldrör (från L/39) och laddautomat i en oscillerande pjäsvagga, och ett ammunitionshanteringssystem bestående av en modifierad lastbilscontainer vilken laddar om pjässystemen i fält och kan monteras på konventionella lastbilar. Pjässystemet är utvecklat för att kunna skjuta all 155 mm NATO-kvalificerad artilleriammunition, såsom granaterna BONUS och EXCALIBUR.
Av exportanledningar har pjässystemet under senare år utvecklats för att vara mer modulärt. Som ett exempel på detta tog företaget fram en lastbilsburen version monterad på Rheinmetall-MAN:s Military Vehicles RMMV HX2 8×8 chassi.

## Historik

### 1989–1992: APS 2000
År 1989 drog FMV igång ett studieprojekt under namnet APS 2000 (Artilleripjäs splitterskyddad) för att producera belägg för framtida självgående artillerisystem. Studien var mycket bred och omfattade eldhastighet, skottvidd, ammunition, verkan och plattform, etc.
Första fasen avslutades under mitten av 1992 och fokuserade primärt på pjäsutformning och ammunition, men även delsystem och plattformar. Man kom bland annat fram till att en hög eldhastighet och avancerad ammunition var viktigt för att göra det möjligt att bekämpa mål med färre granater än tidigare artillerisystem. 
Under denna period hade Bofors bland annat byggt en 155 mm pjäs baserad på Haubits 77B fast med ett L/52 eldrör vilken hade provskjutits i en statisk provbock. Under provskjutningar uppnåddes skottvidder upp till 42 000 meter genom en nykonstruerad basflödesgranat av Bofors-design och drivladdningar som gav granaten en utgångshastighet av 1000 meter per sekund. Man hoppades dock att man inom snar framtid kunde uppnå skottvidder mellan 47 och 50 km och samtidigt minska spridningen på dessa avstånd med upp till 70 %. Det fanns även tankar om att skapa underkalibriga granater med samma sprängladdning som fullkalibriga sådana, varvid räckvidden skulle öka till 55 km. Som framtida alternativ fanns även idén att skapa en granat med utfällbara vingar och sensorstyrning. En sådan granat ansåg man kunde uppnå räckvidder upp till 100 km.
Som plattform för ett framtida självgående artillerisystem fanns två primära kandidater: ett förlängt Hägglunds stridsfordon 90 chassi och ett civilt Volvo dumperchassi. Detta gav större mobilitet och snabbare gruppering. I slutändan valde man dumperchassit och påbörjade körprov.

### 1992–1998: FH 77 AD
Efter första fasen av APS 2000 påbörjade man ett REMO-projekt på befintliga Haubits 77A-pjäser som ett inledande steg mot ett nytt artillerisystem. Detta innebar även konstruktionen av en körrigg för en framtida artilleridumper, vilken demonstrerades i december 1992 under en visning i Strängnäs. Detta projekt fick namnet FH 77 AD, där D stod för dumper.
Körriggen skapade fortsatt intresse för REMO-projektet och man valde att fortsätta utvecklingen genom att ta fram en ny rigg som inte bara kunde köra utan även skjuta. Denna kör- och skjutrigg utvecklades under åren 1995 till 1998 och baserades på en lätt bepansrad dumper. Denna pjäs användes som demonstrator i projekt Artdemo och i förarhytten fanns datorer för beräkning av ballistiska data, vilket annars utfördes på en separat batteriplats för hela artillerikompaniet.

### 2002–2008: FH 77 BD

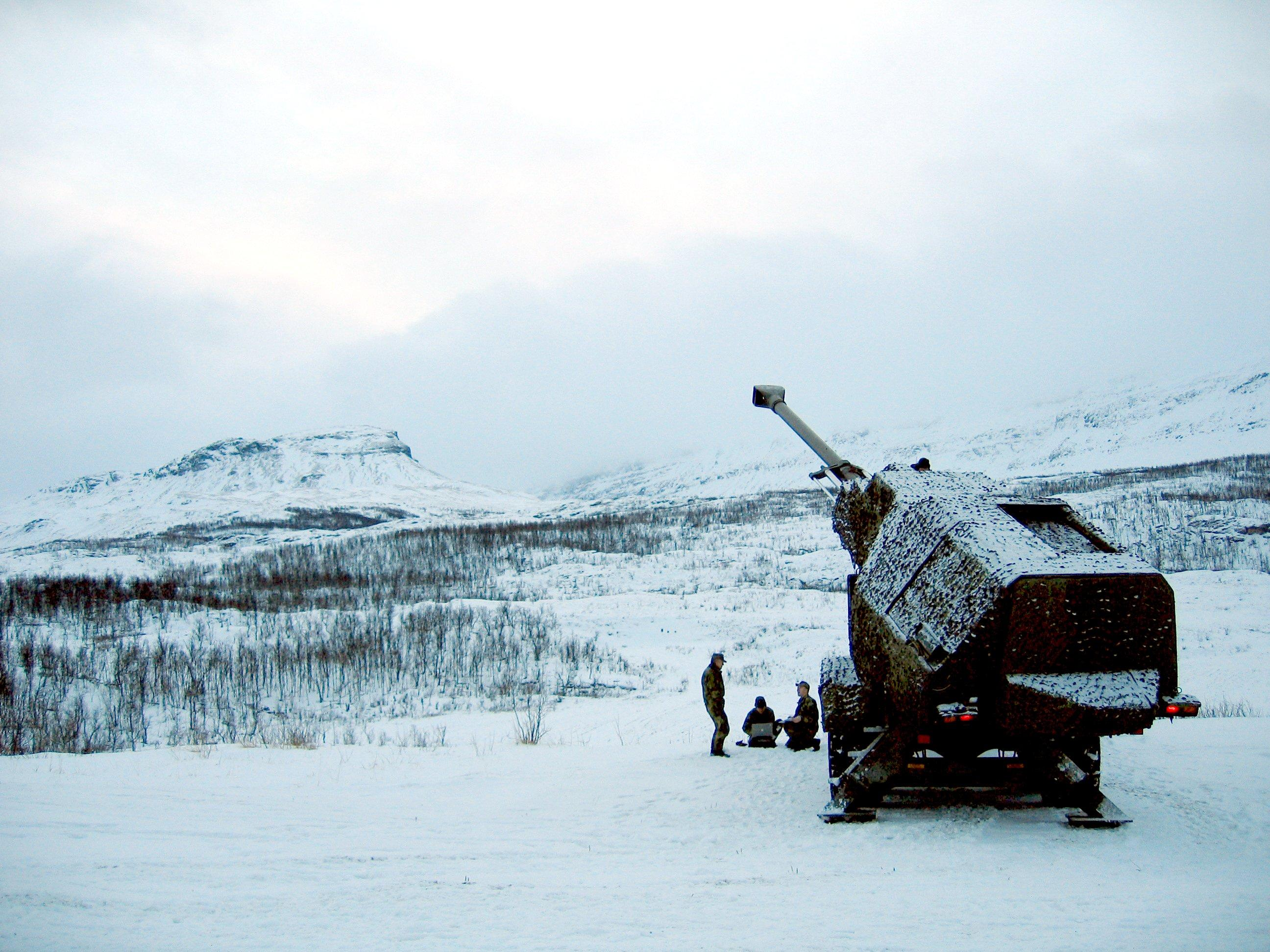
Förseriepjäs i eldläge

Mellan 2002 och 2003 gjordes teknikstudier och renovering/modifiering av 155 mm haubits 77B till 155 mm haubits 77BD, där D står för dumper. År 2003 gick Danmark med i projektet men kom av olika anledningar att lämna projektet våren 2006. Under denna period hade försök med två försökspjäser (FP 01 och FP 02) påbörjats.

### 2008–nutid: Artillerisystem 08

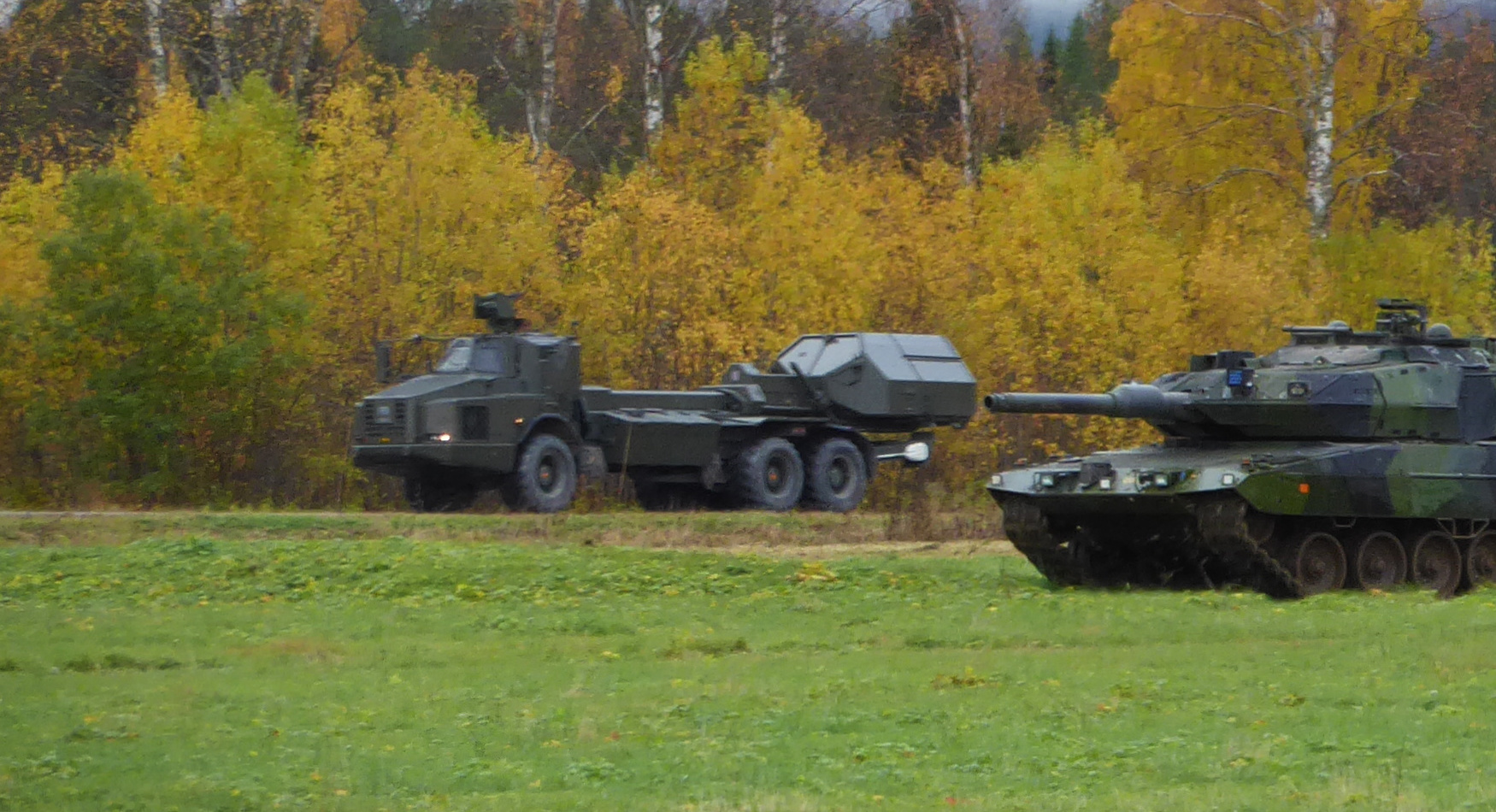
Archerpjäs under Garnisonens dag i Boden 2017.

Från 2008 gick Norge med i projektet och i mars 2010 beslutade FMV, tillsammans med norska FLO, att påbörja serietillverkning och slutleverans av Artillerisystem 08. Systemet var ursprungligen tänkt att levereras i serieversion från 2012 då även det första förbandet skulle utbildas på det nya systemet. Totalt låg ordern på 24 Archersystem till Försvarsmakten och 24 Archersystem till det norska försvaret.
Den 19 augusti 2009 gav regeringen Reinfeldt klartecken till Försvarsmakten att genom Försvarets materielverk anskaffa 24 pjäser, detta efter att det norska stortinget tidigare beslutat om anskaffning av 24 enheter. Den 23 mars 2010 offentliggjordes den officiella ordern till BAE Systems Bofors, där leveranserna till det svenska försvaret planerades att påbörjas under 2011, för att upptas och ingå i insatsorganisationen under 2012. De norska enheterna planerades att tas i bruk under 2013.
År 2013 var hela systemet cirka två år försenat, bland annat på grund av att en underleverantör till BAE gått i konkurs, den leverantör som hade fått i uppdrag att leverera ammunitionshanteringssystemet, det vill säga det fordon som ska stå bredvid och ladda pjäsen. I december 2012 lämnade Artilleriregementet (A 9) ifrån sig de två sista Haubits 77B. Under perioden december 2012-september 2013 gjorde förseningarna att Försvarsmakten stod utan tungt artilleri. Under den period som det svenska försvaret stod utan de nya pjäserna, samövade Sverige med det norska försvaret som använder amerikanska M109 haubitsar. Dessa var planerade att utgå ur den norska krigsorganisationen när det nya systemet levererats.
Den 23 september 2013 överlämnade BAE Systems Bofors de första pjäserna i det nya systemet till FMV. Pjäserna transporterades sedan till Boden där Försvarets materielverk (FMV), Forsvarets logistikorganisasjon (FLO) och Artilleriregementet fortsatte med utbildning och övning. Fredagen den 18 oktober överlämnade FMV de första fyra utbildningspjäserna till Artilleriregementet. Den 6 december 2013 meddelade den norska regeringen att man bryter kontraktet, med hänvisning till att de inte motsvarar de norska behoven. Ingen av de ursprungligen 24 beställda enheterna var levererade till Norge vid denna tidpunkt, vilka från början var planerade att levereras 2013 och fullt operativa 2014.
Den 28 september 2015 överlämnade BAE Systems den första serieproducerade enheten till FMV. Överlämnandet skedde genom en mindre ceremoni i Karlskoga, där Lena Gillström, VD för BAE Systems Bofors, överlämnade den första enheten till försvarsminister Peter Hultqvist och Försvarets materielverks vikarierande generaldirektör Dan Ohlsson. Den första pjäsen skulle dock testas och kontrolleras av FMV, vilket beräknades ta ett par månader, innan den överlämnades till Försvarsmakten. Leveransen av systemet skulle ske med start från oktober 2015, med två pjäser varje månad. Systemet beräknades vara slutlevererat till svenska staten hösten 2016, två år senare än beräknat. I media uppgavs hela systemet kosta 1,3 miljarder kronor. Den 1 februari 2016 överlämnade FMV de första fyra pjäserna till Försvarsmakten och Artilleriregementet, genom en överlämningsceremoni i Boden. Artilleriregementet hade då varit utan egna artilleripjäser i över tre år.
I september 2016 meddelade försvarsminister Peter Hultqvist att framtiden för de överblivna 24 haubitsarna från den tidigare norska affären var under utredning. Enligt Hultqvist utreder man möjligheten att tillföra pjäserna till det svenska försvaret. Den 20 september 2016 meddelade försvarsministern att samtliga 48 pjäser kommer att köpas av den svenska staten. I november 2022 meddelade Försvarets materielverk att alla 48 Archerpjäserna hade levererats.

## Teknisk beskrivning (svensk variant)
Artillerisystem 08 Archer är ett system och inte ett specifikt fordon och består av två primära undersystem: ett pjässystem bestående av ett självgående system (en modifierad Volvo A30E terrängvagn) och ett skjutande system (en modifierad 155 mm fälthaubits 77 i ett torn) samt ett ammunitionshanteringssystem bestående av en modifierad lastbilscontainer som kan lastas på olika lastfordon och vars syfte är att ladda om pjässystemen i fält.
Som kuriosa kan nämnas att pjässystemet saknar en välkänd formell beteckning, utan kallas enbart för Archer, alternativt Archerpjäs i antalsform. I vissa sammanhang har beteckningarna 155 mm FH-77 BW L/52,  155 mm Haubits Archer och Haubits 08 använts men dessa är mer synonyma för själva vapnet än hela pjässystemet.

### Pjässystemets självgående system
Pjässystemets självgående system består av en bepansrad Volvo A30E 6x6 terrängvagn, även kallad dumper, med förlängd bakvagn. Komplett med vapensystem väger fordonet cirka 35 ton med en totallängd på 14,3 meter.
Prestanda
Chassit är försedd med midjestyrning och har en Volvo D9B AC E3 dieselmotor med 343 hästkrafter (252 kW). På bra vägunderlag kan fordonet komma upp i cirka 65 till 70 kilometer i timmen. Chassits bränsletank håller 400 liter dieselolja vilket ger fordonet en räckvidd på 500 kilometer. Fordonet har bra rörlighet och klarar av att köra i 30° graders längsgående lutning och 28° graders tvärgående lutning. Fordonets terrängframkomlighet är även mycket bra och chassit klarar av att vada i vatten upp till 1 meter.
Stridsutrymme
Fordonet har jämfört med sin civila version försetts med en helt ny kabin (militärt även kallat stridsrum) som innehåller diverse elektronik och utrustning samt diverse andra nödvändiga förändringar. Kabinen sitter framtill på fordonet, så långt från magasinet som möjligt. Enbart motorn med tillbehör sitter längre fram på chassit. Denna placering har två viktiga fördelar, dels skyddar det besättningen från ammunitionssprängning, det vill säga ifall ammunitionen i magasinet exploderar, och det gör det också möjligt att transportera pjässystemets eldrör i ett infällt läge längs vagnens längd.
Besättning
Pjässystemet bemannas av 2-4 soldater, varav en förare, en vagnchef och 2 operatörer som max. Systemet kan om nödvändigt betjänas av enbart en soldat. Utom strid ska besättning även kunna ladda om fordonet. Besättningens uthållighet med stängda luckor och dörrar i fordonet är drygt 24 timmar. Pjässystemets kabin är väl skyddad och har all nödvändig utrustning för att möjliggöra betjäning av pjässystemet under minst 24 timmar i sträck.
Centralt på chassit finns en förvaringsmodul med 4 sidolådor. I dessa förvaras verktyg och besättningens personliga utrustning.
Skydd
Pjässystemets självgående system är utformat med flera olika typer av skydd, bland annat splitterskydd, minskydd, brandskydd, CBRN-skydd och bullerskydd, samt ballistiskt skydd bestående av pansar och skottsäkert glas för att skydda mot finkalibrig eld. Fordonet har även brandsläckaranordning för motor, stridsrum och vapenrum.
Två av fordonets axlar är försedda med slirskydd (främre axel samt främre bakaxel) vilket minskar risken för att fordonet ska slira på dåligt vägunderlag. Terränghjulen är även försedda med nödkörningshjul (extrahjul inuti hjulen) som tillåter körning på punkterade hjul och ger extra skydd vid påkörning av fordonsminor.
Närförsvarsbeväpning
Pjässystemets närförsvar består av en fjärrstyrd vapenstation betecknad Vapenstation 01, kort VS01 (Protector Nordic), på kabinens tak, i vilken kan monteras 5,56 mm kulspruta 90, 7,62 mm kulspruta 58, 12,7 mm kulspruta 88 eller 40 mm granatspruta 92.
Vapenstation 01 är gyrostabiliserad, försedd med laseravståndsmätare och olika optiska sensorer för avståndsmätning och utpekning av mål, samt rökkastare. Gyrostabiliseringen tillåter träffsäker eldgivning även under gång mot både stillastående och rörliga mål. Vapenstationen styrs inifrån kabinen av en besättningsmedlem och tillåter närförsvar av fordonet under skydd.
Kulspruta 88 är passande för närförsvar då den kan bekämpa både oskyddade och lätt skyddade mål som till exempel infanteri och helikoptrar. Om systemet skulle stöta på tyngre fiender som stridsvagnar behöver man fly med hjälp av rökkastarna, eller i extrema fall, ge direkt eld med kanonen.
Vapenstation 01 kan även förses med andra vapen, till exempel 7,62 mm kulspruta 58, 5,56 mm kulspruta 90 och 40 mm granatspruta 92.

### Pjässystemets skjutande system
Pjässystemets skjutande system består av en 155 mm fälthaubits 77 BW L/52 teleskopisk kanon (BW för Bertil Wall, projektledare). Kanonen är en modifierad och moderniserad 155 mm haubits 77B som har försetts med ett två meter längre eldrör (från ett L/39 till ett L/52 eldrör), automatladdning och teleskopiskt lavettfäste.
Lavettfästet är teleskopiskt för att tillåta kanonen att skjutas in i det oscillerande kanontornet under transport för att tillåta eldröret att ligga bakom kabinen i transportläge, då eldröret går ut över kabinen i eldläge. Eldröret är 8,06 meter långt och har en räffelstigning på 22,5 kalibrar/varv.
Då Archer går från eldläge till transportläge åker kanonen in i kanontornet och passar in i magasinet, vilket är utformad som en halv cylinder. Automatladdarens laddningsarm som laddar vapnet skjuts åt sidan för att ge plats åt patronläget. Eldrörets utstickande längd från tornet blir då kort nog att gå in bakom kabinen i horisontellt läge. Därefter täcks eldröret och annan hydraulik av ett skyddande hölje som fälls över från sidorna. Då Archer går in i eldläge görs detta i motsatta moment.
I eldläge kan eldrörsmynningen höjas till 10,4 m.
Ammunition
Pjässystemets ammunitionen består av NATO-standardiserade 155 mm granater och använder DM72-laddningskapslar, även kallade modularladdningar, utan laddningshylsa. Laddningskapslar används för att kunna avfyra granater med olika storlekar av drivladdning för att erhålla kort eller lång räckvidd. En maxladdning kräver sex laddningskapslar.
Själva projektilerna består vanligen av normalgranater eller basflödesgranater med olika typer av verkan. Systemet är även konstruerat för att kunna skjuta mer specialiserade granater som de svenska granaterna Bofors BONUS och Bofors EXCALIBUR. BONUS är en multipelgranat (även om tillverkaren inte klassar den som det) för att slå ut flera mål samtidigt över en mycket stor yta. Den är specifikt ämnad för att slå ut pansarflottor (stora grupper av pansarfordon och stridsvagnar). EXCALIBUR är en fenstabiliserad precisionsstyrd granat menad att slå ut ett mål med enbart en granat.
Magasin
Pjässystemets magasin sitter längst bak på fordonet och hänger ut bakom bakaxlarna. Magasinet är skyddat av ett splitterskyddat hölje och upptar större delen av det oscillerande tornet. 
Magasinet håller 21 granater och 126 laddningskapslar, 6 laddningskapslar per granat. Granaterna förvaras på höger sida av tornet med en maxlängd på 1 m och en maxvikt på 50 kg och laddningskapslarna förvaras på vänster sida om tornet. Magasinet håller även 40 tändpatroner vilka används för att avfyra laddningskapslarna.
Automatladdare
Magasinet är försedd med ett automatladdningssystem som tillåter omladdning av pjäsen från kabinen. Automatisk omladdning tar drygt 6,5 sekunder och ger fordonet en genomsnittlig maximal eldhastighet av 9 skott per minut. Detta är något lägre än Sveriges tidigare självgående artillerisystem Bandkanon 1, och vissa utländska system som Panzerhaubitze 2000, vilka kan ladda om på ca 2-3 sekunder. Dock uppvägs detta av Archers avsevärt bättre precision vilket inte kräver hög eldhastighet för bra verkan.

### Ammunitionshanteringssystem
Ammunitionshanteringssystemet, kort AMH Archer, alternativt kallat ammunitionsfordon, består av en modifierad standard 20 fot fraktcontainer försedd med rullflaksbalk för montering på rullflakslastbilar, som har modifierats för att bära artillerisystemets ammunition och ladda om pjässystemen.
En AMH Archer finns för varje pjässystem och systemet kan monteras på många befintliga lastfordon, men prioriteras för splitterskyddade lastbilar då systemet ska följa med pjässystemen i strid.
Påfyllning
AMH Archer bemannas normalt av två soldater, förare och handräckare. Omladdning görs normalt av båda besättningarna från ammunitionshanteringssystemet och pjässystemet. AMH Archer bär 100 granater och en full omladdning av ett pjässystem tar under åtta minuter att genomföra. Omladdning sker i skyddsställning och om situationen kräver kan omladdning göras av enbart personal från AMH Archer.
Påfyllningsanordning
Påfyllningsanordningen på AMH Archer består av en vikarmskran, försedd med ett granatgripdon, och en rullramp för laddningskapslarna. Vid omladdning kör AMH-fordonet upp bakom pjässystemet på höger sida akter mot akter. Rullrampen läggs ut bakom pjässystemets magasin vilket tillåter laddningskapslarna att rulla till vänster sida där de laddas i en ammunitionshiss. På höger sida används vikarmskranen för att ladda granater in i en ammunitionshiss på höger sida om pjässystemet.

## Varianter
- Volvo A30E 6×6-chassi
  -  Svensk variant – 48 beställda – 24 byggda – 24 ursprungligen norska pjäser levererade 2016-2022.[47][48]
  -  Norsk variant – 24 beställda – 24 byggda – ej levererade – modifierade till svensk utformning och levererade till Sverige.[49]

- RMMV HX2 8×8-chassi[9][10][11][c]
  -  Svensk variant – 48 beställda i september 2023.[50]

## Användare

### Nuvarande användare
- Sverige – Svenska armén har sammanlagt 26 förbandsatta enheter av Archersystem.[51] Den ursprungliga beställningen var på 24 pjäser. 12 av de 24 norska enheterna beställdes sedan under 2016[52]. De resterande 12 norska enheterna beställdes 2019[39].
- I samband med en försvarsmässa i Storbritannien meddelade FMV den 13 september 2023 att FMV har tecknat kontrakt med BAE Systems Bofors på 48 Archerpjäser till Försvarsmakten för 5 miljarder kr. De 48 nya pjäserna är en ersättning för de pjäser som Sverige säljer till Storbritannien och skänker till Ukraina. De nya pjäserna kommer integreras på en 8x8 lastbil från tyska Rheinmetall MAN Military Vehicles, istället för som mot tidigare på en Volvo A30E 6x6.[53]
- Ukraina – 16 mars 2023 tillkännagav Regeringen Kristersson att regeringen kommer föreslå för riksdagen att donera Archerpjäser till Ukraina. Antalet pjäser att donera föreslogs till åtta varav två pjäser som del av underhållssystemet.[54][55] I november 2023 meddelade Försvarsmakten att Archer hade levererats till Ukraina.[56]
- 13 mars 2025 meddelade regeringen att 18 stycken Archerpjäser skulle upphandlas för donation till Ukraina. Archerpjäserna finansierades som en del av Sveriges 18:e militära stödpaket till Ukraina och leveranserna av artillerisystemen påbörjas 2026. [57]
- Storbritannien – Storbritanniens armé köpte 14 tidigare svenska Archersystem i mars 2023 som tillfällig ersättning för dess AS-90 bandhaubitsar som har skickats till Ukraina. Den första Archerpjäsen levererades till Storbritannien i oktober samma år. [54][58][59]

### Framtida användare
- Lettland - 10 juni 2025 undetecknade Lettlands försvarsministerium en avsiktsförklaring för att anskaffa 18 stycken Archer 8x8 hjulgående artillerisystem.[60]

### Avslutade och avbrutna beställningar
- Norge – Norska armén beställde 24 enheter i samarbete med Sverige. Samarbetet avbröts den 6 december 2013. Norge valde istället att påbörja en ny upphandling om 24 pjäser där man beställde K9 Thunder 155mm från Sydkorea.[61]